# 諸口 (大阪市)
諸口（もろくち）は、大阪府大阪市鶴見区にある町名。現行行政地名は諸口一丁目から諸口六丁目。

## 地理
鶴見区の中央部に位置し、東に中茶屋と安田、西に横堤、南西に今津北、南東に徳庵、北東に浜、北西に緑地公園と接している。

### 河川
- 寝屋川
- 古川

## 世帯数と人口
2019年（令和元年）9月30日現在の世帯数と人口は以下の通りである。
| 丁目       | 世帯数    | 人口     |
| ---------- | --------- | -------- |
| 諸口一丁目 | 1,546世帯 | 3,182人  |
| 諸口二丁目 | 1,339世帯 | 3,057人  |
| 諸口三丁目 | 1,021世帯 | 2,151人  |
| 諸口四丁目 | 1,001世帯 | 2,215人  |
| 諸口五丁目 | 359世帯   | 767人    |
| 諸口六丁目 | 1,781世帯 | 4,042人  |
| 計         | 7,047世帯 | 15,414人 |

### 人口の変遷
国勢調査による人口の推移。
| 1995年（平成7年）  | 15,409人 | [ 5 ] |  |
| 2000年（平成12年） | 16,191人 | [ 6 ] |  |
| 2005年（平成17年） | 16,401人 | [ 7 ] |  |
| 2010年（平成22年） | 15,567人 | [ 8 ] |  |
| 2015年（平成27年） | 15,356人 | [ 9 ] |  |

### 世帯数の変遷
国勢調査による世帯数の推移。
| 1995年（平成7年）  | 5,515世帯 | [ 5 ] |  |
| 2000年（平成12年） | 6,090世帯 | [ 6 ] |  |
| 2005年（平成17年） | 6,313世帯 | [ 7 ] |  |
| 2010年（平成22年） | 6,316世帯 | [ 8 ] |  |
| 2015年（平成27年） | 6,384世帯 | [ 9 ] |  |

## 学区
市立小・中学校に通う場合、学区は以下の通りとなる。なお、小学校・中学校入学時に学校選択制度を導入しており、通学区域以外に鶴見区にある小学校・中学校から選択することも可能。
| 丁目       | 番                                  | 小学校               | 中学校               |
| ---------- | ----------------------------------- | -------------------- | -------------------- |
| 諸口一丁目 | 全域                                | 大阪市立茨田南小学校 | 大阪市立茨田中学校   |
| 諸口二丁目 | 1～8番 10～11番                     | 大阪市立茨田南小学校 | 大阪市立茨田中学校   |
| 諸口二丁目 | 9番 12～15番                        | 大阪市立茨田小学校   | 大阪市立茨田中学校   |
| 諸口三丁目 | 全域                                | 大阪市立茨田南小学校 | 大阪市立茨田中学校   |
| 諸口四丁目 | 1～2番 5～7番 8番（15～44号を除く） | 大阪市立茨田南小学校 | 大阪市立茨田中学校   |
| 諸口四丁目 | 3～4番 9番 11～15番                 | 大阪市立茨田小学校   | 大阪市立茨田中学校   |
| 諸口四丁目 | 8番15～44号 10番                    | 大阪市立茨田北小学校 | 大阪市立茨田北中学校 |
| 諸口五丁目 | 浜6番～浜14番                       | 大阪市立茨田北小学校 | 大阪市立茨田北中学校 |
| 諸口五丁目 | 1～5番                              | 大阪市立茨田小学校   | 大阪市立茨田中学校   |
| 諸口六丁目 | 全域                                | 大阪市立茨田西小学校 | 大阪市立茨田中学校   |

## 事業所
2016年（平成28年）現在の経済センサス調査による事業所数と従業員数は以下の通りである。
| 丁目       | 事業所数  | 従業員数 |
| ---------- | --------- | -------- |
| 諸口一丁目 | 93事業所  | 583人    |
| 諸口二丁目 | 56事業所  | 204人    |
| 諸口三丁目 | 54事業所  | 376人    |
| 諸口四丁目 | 76事業所  | 848人    |
| 諸口五丁目 | 67事業所  | 460人    |
| 諸口六丁目 | 36事業所  | 312人    |
| 計         | 382事業所 | 2,783人  |

## 交通

### 道路
- 大阪府道2号大阪中央環状線
- 大阪府道8号大阪生駒線（鶴見通）
- 大阪府道15号八尾茨木線

### バス
- 大阪シティバス（旧・大阪市営バス）が大阪生駒線（鶴見通）に36号系統（大阪駅 - 地下鉄門真南）・46号系統（天満橋 - 焼野）を運行するほか、45号系統（総合医療センター - 諸口）が諸口の町域を循環する。
- 過去には近鉄バスが36号系統に並行して路線（梅田から住道駅、大阪産業大学、生駒登山口、生駒山上、近鉄奈良駅や奈良ドリームランドなど）を運行していたほか（浜南口バス停前に折返場があった）、旧中央環状線には近鉄バス（末期は梅田から茨田浜交差点で鶴見通から旧中環に入り稲田車庫まで運行）・阪急バス・京阪バス・国鉄バスが運行していた（吹田八尾線も参照）。

## 施設
- 八幡神社
- 鶴見警察署
- 大阪市立茨田中学校
- 大阪市立茨田南小学校
- 鶴見諸口郵便局
- 関西みらい銀行 鶴見支店
- 大阪信用金庫 鶴見支店
- ダイエーグルメシティ 鶴見店
- サンディ 鶴見諸口店
- 万代 鶴見諸口店

## その他

### 日本郵便
- 〒538-0051[3]（集配局：大阪城東郵便局[13]）